# Свиридовичи (Гродненская область)
Свири́довичи (бел. Свіры́давічы, пол. Swirydowicze) — деревня в Сморгонском районе Гродненской области Белоруссии.
Входит в состав Залесского сельсовета.
Расположена на правом берегу реки Оксна. Расстояние до районного центра Сморгонь по автодороге — около 2,5 км, до центра сельсовета агрогородка Залесье  по прямой — около 10 км. Ближайшие населённые пункты — Василевичи, Светоч, Сморгонь. Площадь занимаемой территории составляет 0,4307 км², протяжённость границ 8200 м.

## Название
Название деревни произошло от основателей поселения, которые были потомками человека либо по имени Свирид, либо по фамилии (прозвищу) Свирид, Свиридов.

## История
Свиридовичи отмечены на карте 1850 года в составе Сморгонской волости Ошмянского уезда Виленской губернии. В 1865 году деревня насчитывала 32 дыма (двора) и 247 жителей православного вероисповедания (114 ревизских душ). Входила в состав имения Сморгонь и являлась центром деревенского округа, в который входили также Ходаки, Гавеновичи (Gawienowicze), Василевичи и Вевково (Wiewkowo). Всего округ насчитывал 223 ревизских души имущих крестьян.
После Советско-польской войны, завершившейся Рижским договором, в 1921 году Западная Белоруссия отошла к Польской Республике и деревня была включена в состав новообразованной сельской гмины Сморгонь Ошмянского повета Виленского воеводства.
В 1938 году Свиридовичи (Świrydowicze) насчитывали 71 дым и 372 души.
В 1939 году, согласно секретному протоколу, заключённому между СССР и Германией, Западная Белоруссия оказалась в сфере интересов советского государства и её территорию заняли войска Красной армии. Деревня вошла в состав новообразованного Сморгонского района Вилейской области БССР. После реорганизации административного-территориального деления БССР деревня была включена в состав новой Молодечненской области в 1944 году. В 1960 году, ввиду новой организации административно-территориального деления и упразднения Молодечненской области, Свиридовичи вошли в состав Гродненской области.

## Население
| 1865 | 1938 | 1999 | 2009 |
| ---- | ---- | ---- | ---- |
| 247  | 372  | 101  | 77   |

## Транспорт
Западнее деревни, на левобережьи Оксны проходит автодорога республиканского значения Р95 Лынтупы — Свирь — Сморгонь — Крево — Гольшаны, с которой деревню связывает автомобильная дорога местного значения Н7921 протяжённостью 300 метров. Также из Свиридовичей начинается автодорога местного значения Н7923 Свиридовичи — Светоч — Шутовичи.
Через деревню проходят регулярные автобусные маршруты:
- Сморгонь — Большая Мысса
- Сморгонь — Боруны
- Сморгонь — Коптевичи
- Сморгонь — Крево
- Сморгонь — Кривск
- Сморгонь — Мирклишки
- Сморгонь — Ордаши
- Сморгонь — Переходы
- Сморгонь — Понара
- Сморгонь — Раковцы
- Сморгонь — Римтели